# Mazamorra

Foto do doce Mazamorra.

Mazamorra (ou masa mora) é um alimento a base de milho (angu de milho) muito comum em países latino americanos.
Na Colômbia é conhecido como "Peto" e no Paraguai, seu nome é  "kaguyjy" (em língua Guarani), feita com uma variedade nativa de milho e dependendo dos ingredientes adicionados, é uma das principais sobremesas paraguaias. No Peru, o milho é cozido com abacaxi, canela e farinha de batata doce e compõe um dos pratos da "Festa do Senhor dos Milagres" que ocorre em outubro. Na Costa Rica é um mingau de milho, cozido com leite e baunilha e em Porto Rico, o mazamorra é um creme de milho. Na República Dominicana, mazamorra significa purê de abóbora. 
Na Espanha o mazamorra é conhecido como uma sopa fria e em alguns províncias a sopa é combinada com legumes fritos.